# Aplosonyx ancorella
Aplosonyx ancorella (лат.) — вид жуков-листоедов рода Aplosonyx из подсемейства козявки (Galerucinae, Chrysomelidae). Распространен в Юго-Восточной Азии (Китай, Юньнань). Жуки среднего размера (длина тела около 10 мм). Голова, переднеспинка, брюшко и ноги жёлтые, надкрылья красновато-коричневые, усики с антенномерами 1—7 жёлтыми и антенномерами 8—11 коричневыми, щитик чёрный, вентральная поверхность груди чёрная с жёлтой серединой, переднеспинка фиолетовая или чёрная, с боковым краем и передним краем жёлтые, надкрылья с широкой фиолетовой полосой от передней до середины, которая простирается вперед вдоль шва и снова расширяется у основания, брюшко с пятью парами чёрных пятен по бокам на каждом видимом стерните. 
Этот вид сходен с A. ancora (отсюда происходит и видовое название ancorella) и A. fulvescens. Но у A. ancora усики с антенномерами 1—7 жёлтыми и антенномерами 8—11 коричневыми, брюшко с пятью парами чёрных пятен, переднеспинка и надкрылья густо покрыты крупными точками, а промежутки между точками на надкрыльях несколько морщинистые. У A. fulvescens усики с антенномерами 1—3 желтыми, а антенномеры 4—11 коричневыми, переднеспинка и надкрылья покрыты редкими мелкими точками. Голова маленькая, лобные бугорки отчётливые, усики тонкие, доходят до середины каждого надкрылья, в целом три базальных антенномера блестящие, антенномер 2 самый короткий, антенномер 3 длиннее антенномера 2, антенномер 4 самый длинный и длиннее антенномеров 2 и 3 вместе взятых. Пронотум шире головы, почти в 2 раза шире её длины.